# Олджато-Моньюмент-Веллі
Олджато-Моньюмент-Веллі (англ. Oljato-Monument Valley) — переписна місцевість (CDP) в США, в окрузі Навахо штату Аризона. Населення — 115 осіб (2020).

## Географія
Олджато-Моньюмент-Веллі розташоване за координатами 36°59′19″ пн. ш. 110°12′41″ зх. д. / 36.98861° пн. ш. 110.21139° зх. д. (36.988670, -110.211287). За даними Бюро перепису населення США в 2010 році переписна місцевість мала площу 32,17 км², з яких 32,17 км² — суходіл та 0,00 км² — водойми.

## Демографія
Згідно з переписом 2010 року, у переписній місцевості мешкали 154 особи в 35 домогосподарствах у складі 31 родини. Густота населення становила 5 осіб/км². Було 46 помешкань (1/км²).
Расовий склад населення:
| - 98,7 % — корінних американців - 0,6 % — білих |

До двох чи більше рас належало 0,6 %. Частка іспаномовних становила 3,9 % від усіх жителів.
За віковим діапазоном населення розподілялося таким чином: 35,7 % — особи молодші 18 років, 58,5 % — особи у віці 18—64 років, 5,8 % — особи у віці 65 років та старші. Медіана віку мешканця становила 26,0 року. На 100 осіб жіночої статі у переписній місцевості припадало 90,1 чоловіків; на 100 жінок у віці від 18 років та старших — 102,0 чоловіків також старших 18 років.
Середній дохід на одне домашнє господарство становив 22 408 доларів США (медіана — 18 125), а середній дохід на одну сім'ю — 21 193 долари (медіана — 19 375). За межею бідності перебувало 70,8 % осіб, у тому числі 95,3 % дітей у віці до 18 років та 23,1 % осіб у віці 65 років та старших.
Цивільне працевлаштоване населення становило 69 осіб. Основні галузі зайнятості: роздрібна торгівля — 29,0 %, мистецтво, розваги та відпочинок — 21,7 %, освіта, охорона здоров'я та соціальна допомога — 21,7 %.